# Trollfjorden
Trollfjorden, eller Trollfjord, är en fjord i Hadsels kommun i Nordland. Det ligger längst österut från Austvågøy och väster om Ulvøya i Raftsundet. Den cirka 2,5 kilometer långa fjorden är bara 200 meter bred vid mynningen och 100 meter vid den smala förträngningen, men vidgas längst ner, där den bildar en bassäng som är 350 meter bred och 60 meter på sin djupaste punkt. Vid den smala delen ligger ett rev av nedspolad sten och djupet är bara 30 meter. Den släta polerade väggen på norra sidan består av monzonit - Norges äldsta bergart.

## Hurtigruten
Trollfjorden besöks dagligen av Hurtigruten på både norr- och södergående sträckor. Hurtigrutefartyget MS "Trollfjord" är uppkallat efter fjorden. Dagliga resor anordnas också med start från flera platser i Vesterålen och Lofoten.

## Läge
Hadsel kommun anses administrativt vara en del av Vesterålen, medan Svinøya anses vara en del av det geografiska området Lofoten. På senare tid har det diskuterats en del i media om Trollfjord ska betraktas som en del av Lofoten eller Vesterålen.

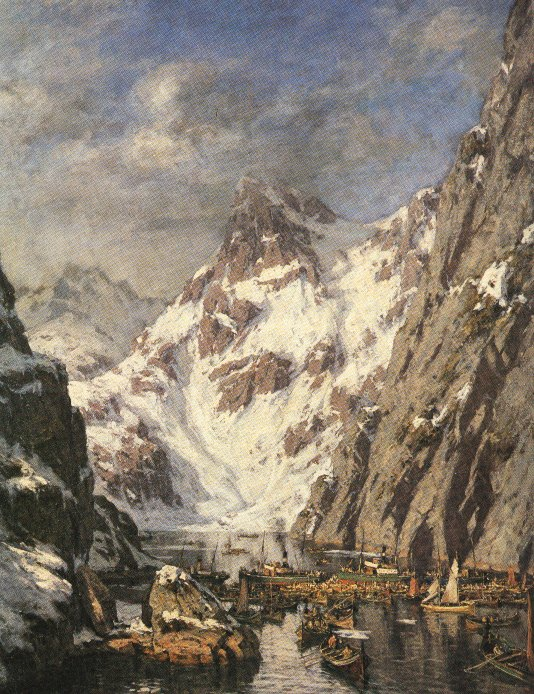
Trollfjordslaget målat av Gunnar Berg.

## Historia
1890 utkämpades Slaget vid Trollfjord i Trollfjorden. Slaget var en konflikt där roddbåtsfiskarna tog till åtgärder mot ångfartygen som försökte utesluta dem från fisket i delar av fjorden. Detta var på många sätt en kulmen på de konflikter som redan ägt rum mellan större, ångdrivna notbåtar och det traditionella fisket från mindre öppna båtar. Redaren och köpmannen Ole J. Kaarbø hade organiserat fiske med not från ångfartyg och stängde därmed ute fiskare med konventionella redskap från den innersta delen av fjorden, där det fanns mycket torsk. Fiskarna ansåg att förbudet kränkte allemansrätten, och efter ett handgemäng fick fiskarna förbudet hävt. Slaget i Trollfjorden blev därefter vida känt och stora delar av kustbefolkningen var inblandade i det. Stortinget tog så småningom också tag i och påskyndade arbetet med en ny lofotlag. I mars 1891 antog Stortinget ändringar i lofotlagen, som bl.a. förbjöd användning av nät under Lofotfisket.

### Slaget vid Trollfjord
Slaget vid Trollfjord (norska: Trollfjordslaget) utkämpades 1890 mellan de första industriella, ångdrivna fiskefartygen och team av traditionella fiskare med öppen båt över tillgång till fjorden. Johan Bojer beskrev slaget i sin roman från 1921 The last of the Vikings (Den siste Viking).
En målning av Gunnar Berg, Trollfjordslaget, föreställer Slaget vid Trollfjord. Målningen finns för närvarande i konstgalleriet Gunnar Berg på ön Svinøya i Svolvær.

### Kontrovers
2016 spelades filmen Downsizing in i Trollfjorden och den annonserades och diskuterades i media som inspelad i Lofoten, en traditionell region i Norge. Detta upprörde dock en del i den traditionella grannregionen Vesterålen som hävdar att fjorden också är en del av deras region. Båda sidor hävdar att de har rätt. Fjorden ligger på ön Austvågøy (som ofta anses vara en del av Lofoten), men den ligger också i Hadsels kommun (som ofta anses vara en del av Vesterålen).